# Lanzo d'Intelvi
Lanzo d'Intelvi es una localidad y municipio italiano de la provincia de Como, región de Lombardía, con 1.304 habitantes.

## Evolución demográfica
| Gráfica de evolución demográfica de Lanzo d'Intelvi entre 1861 y 2001 |
|                                                                       |
| Fuente ISTAT - elaboración gráfica de Wikipedia                       |